# 恩阳县 (隋朝)
恩阳县，中国古县名。
隋朝开皇十八年（598年）改义阳县置，治所在今四川省巴中市西南恩阳。属清化郡。唐朝贞观十七年（643年）废。武周万岁通天元年（696年）复置。元朝至元二十年（1288年）又废。